# Бен-Ломонд (Арканзас)
Бен-Ломонд (англ. Ben Lomond) — місто (англ. town) в США, в окрузі Сев'єр штату Арканзас. Населення — 140 осіб (2020).

## Географія
Бен-Ломонд розташований на висоті 141 метр над рівнем моря за координатами 33°49′37″ пн. ш. 94°7′18″ зх. д. / 33.82694° пн. ш. 94.12167° зх. д. (33.826826, -94.121611).  За даними Бюро перепису населення США в 2010 році місто мало площу 10,25 км², з яких 10,24 км² — суходіл та 0,01 км² — водойми.

## Демографія
Згідно з переписом 2010 року, у місті мешкало 145 осіб у 61 домогосподарстві у складі 39 родин. Густота населення становила 14 особи/км².  Було 77 помешкань (8/км²). 
Расовий склад населення:
| - 93,8 % — білих - 2,8 % — корінних американців - 1,4 % — осіб інших рас |

До двох чи більше рас належало 2,1 %. Іспаномовні складали 4,8 % від усіх жителів.
За віковим діапазоном населення розподілялося таким чином: 24,1 % — особи молодші 18 років, 58,7 % — особи у віці 18—64 років, 17,2 % — особи у віці 65 років та старші. Медіана віку мешканця становила 38,3 року. На 100 осіб жіночої статі у місті припадало 98,6 чоловіків;  на 100 жінок у віці від 18 років та старших — 96,4 чоловіків також старших 18 років.
Середній дохід на одне домашнє господарство  становив 34 675 доларів США (медіана — 25 972), а середній дохід на одну сім'ю — 44 024 долари (медіана — 33 750). Медіана доходів становила 28 750 доларів для чоловіків та 22 500 доларів для жінок. За межею бідності перебувало 25,0 % осіб, у тому числі 40,0 % дітей у віці до 18 років та 23,5 % осіб у віці 65 років та старших.
Цивільне працевлаштоване населення становило 34 особи. Основні галузі зайнятості: виробництво — 35,3 %, освіта, охорона здоров'я та соціальна допомога — 23,5 %, науковці, спеціалісти, менеджери — 11,8 %, фінанси, страхування та нерухомість — 11,8 %.
За даними перепису населення 2000 року в містечкі проживало 126 осіб, 40 сімей, налічувалося 58 домашніх господарств і 74 житлових будинки. Середня густота населення становила близько 12,4 осіб на один квадратний кілометр. Расовий склад містечка за даними перепису розподілився таким чином: 92,06 % білих, 1,59 % — чорних або афроамериканців, 5,56 % — корінних американців, 0,79 % — представників змішаних рас.
Іспаномовні склали 0,79 % від усіх жителів містечка.
З 58 домашніх господарств в 22,4 % — виховували дітей віком до 18 років, 58,6 % представляли собою подружні пари, які спільно проживають, в 8,6 % сімей жінки проживали без чоловіків, 31 % не мали сімей. 29,3 % від загального числа сімей на момент перепису жили самостійно, при цьому 17,2 % склали самотні літні люди у віці 65 років та старше. Середній розмір домашнього господарства склав 2,17 особи, а середній розмір родини — 2,68 людини.
Населення містечка за віковим діапазоном за даними перепису 2000 року розподілилося таким чином: 19 % — мешканці молодше 18 років, 9,5 % — між 18 і 24 роками, 19 % — від 25 до 44 років, 23,8 % — від 45 до 64 років і 28,6 % — у віці 65 років та старше. Середній вік мешканця склав 48 років. На кожні 100 жінок в містечкі припадає 106,6 чоловіків, у віці від 18 років і старше — 88,9 чоловіків також старше 18 років.
Середній дохід на одне домашнє господарство в містечкі склав 26 875 доларів США, а середній дохід на одну сім'ю — 43 750 доларів. При цьому чоловіки мали середній дохід в 64 375 доларів США на рік проти 23 750 доларів середньорічного доходу у жінок. Дохід на душу населення в містечкі склав 14 580 доларів на рік. Всі родини ' ' Бен-Ломонд ' ' мали дохід, що перевищує рівень бідності, 19,5 % від усієї чисельності населення перебували на момент перепису населення за межею бідності, при цьому з них 26,5 % були молодші 18 років і 14,2 % — у віці 65 років та старше.